# كي إم بلاير
كي إم بلاير (بالإنجليزية: K-Multimedia Player)‏ أو (بالإنجليزية: KMplayer)‏ مشغل وسائط متعددة كوري لنظم مايكروسوفت ويندوز. يشغل هذا البرنامج أغلبية صيغ الصوت والفيديو مثل أوغ، AVI (تداخل الصوت والفيديو)، ملفات الريال ميديا وملفات الكويك تايم بالإضافة إلى صيغ أخرى
يدعم البرنامج الترجمة النصية للافلام بأغلبية اللغات كما يمكن التحكم في خط الترجمة وتغيير اللون والحجم ومكان ظهورها
يرمز الحرف الأول من الاسم (K) إلى الحرف الأول من الاسم العائلي لمبرمج البرنامج الكوري (Kang)

## امكانيات البرنامج
يتيح البرنامج للمستعمل إمكانية التحكم في كافة الخصائص منها الصوت والصورة، للحصول على الجودة المطلوبة، كما يمكنك تسجيل لقطات صوت وفيديو، والتقاط صور من الأفلام عن طريق البرنامج، بالإضافة إلى إمكانية تشغيل روابط الراديو والتلفاز

## اللغات المدعومة
يدعم البرنامج عدة لغات عالمية أهمها العربية، الإنجليزية، الكورية، الألمانية، ولغات أخرى